# Ralf Wohlleben

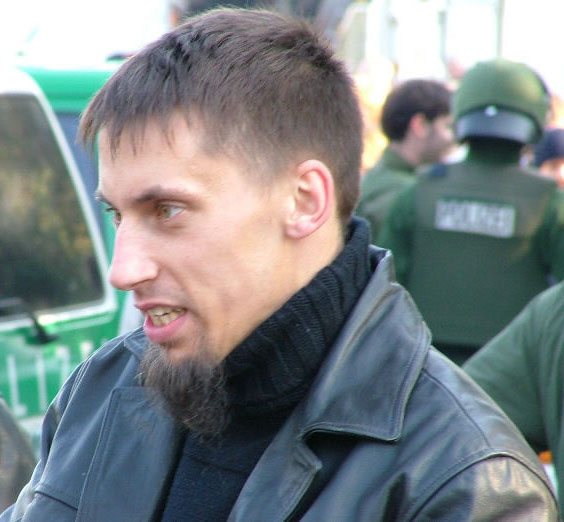
Ralf Wohlleben am 18. Oktober 2003 in Erfurt

Ralf Wohlleben (* 27. Februar 1975 in Jena) ist ein deutscher Neonazi. Im NSU-Prozess wurde er am 11. Juli 2018 wegen Beihilfe zum Mord in neun Fällen zu einer Freiheitsstrafe von zehn Jahren verurteilt. Er war Pressesprecher und stellvertretender Landesvorsitzender der NPD Thüringen.

## Leben
Ralf Wohlleben arbeitete als Fachinformatiker für Systemintegration. Politisch betätigt er sich seit Mitte der 1990er-Jahre. Bis 1999 war er in einer Beziehung mit einer Frau aus der rechtsextremen Szene Jenas, die in dieser Zeit vom Thüringer Landesamt für Verfassungsschutz vorübergehend als Informantin angeworben wurde, wie der erste Thüringer Untersuchungsausschuss zum NSU 2014 öffentlich machte. Wohlleben ist verheiratet und hat mit seiner Frau zwei Kinder. Er befand sich im NSU-Prozess vom 29. November 2012 bis zum 18. Juli 2018 in Untersuchungshaft. Danach lebte er mit seiner Familie in Bornitz (Gemeinde Elsteraue) in Sachsen-Anhalt in der Umgebung anderer Rechtsextremer. Am 6. Januar 2023 stellte er sich der Vollstreckung der restlichen 3 Jahre, 4 Monate und 11 Tage Freiheitsstrafe aus dem Urteil vom 11. Juli 2018. Siehe dazu im Einzelnen unten #NSU-Unterstützung.

### Politische Tätigkeit
Wohlleben startete seine politischen Aktivitäten in der rechtsextremen Szene Thüringens in der Mitte der 1990er Jahre bei der Anti-Antifa Ostthüringen und dem Neonazi-Kameradschaftsnetzwerk Thüringer Heimatschutz (THS), wo er rasch zu einer führenden Person wurde. Wohlleben pflegte auch Kontakte zur Burschenschaft Jenensia Jena und der im Dezember 1999 aus dieser heraus gegründeten Burschenschaft Normannia Jena.
Gemeinsam mit Mitgliedern der aus Jena stammenden rechtsterroristischen Gruppe Nationalsozialistischer Untergrund provozierte er Besucher im Rahmen eines Prozesses gegen den Holocaustleugner Manfred Roeder 1996 in Erfurt. 1999 trat Wohlleben der NPD bei, gründete den NPD-Kreisverband Jena und wurde zu dessen Vorsitzendem. Ab 2002 war er stellvertretender Vorsitzender der NPD Thüringen und deren Pressesprecher. Das Landesamt für Verfassungsschutz teilte mit, 1999 erfolglos eine Anwerbung Wohllebens versucht zu haben. Seit September 2010 ist er nicht mehr Mitglied der NPD.
Am 18. Juni 2000 wurde Wohlleben, der offiziell als parteiloser Kandidat angetreten war, in den zehnköpfigen Ortschaftsrat von Jena-Winzerla gewählt, wo er die Zuständigkeit für den Bereich Jugend übernahm. Zwei Tage vor der Wahl hatten Neonazis Werbematerial verteilt, das keinen Rückschluss auf die politische Ausrichtung des Kandidaten zuließ. Im Winzerlaer Ortschaftsrat war er bis zum 1. Dezember 2002 tätig. Nach seinem Umzug in den Jenaer Stadtteil Lobeda-Altstadt kandidierte er dort 2004 als Ortsbürgermeister und zugleich als Kandidat der NPD zur Ortschaftsratswahl. Er wurde mit 5,83 % der abgegebenen Stimmen in den achtköpfigen Ortschaftsrat von Lobeda-Altstadt gewählt. Im selben Jahr stand er auf dem ersten Platz der Landesliste der NPD zur Landtagswahl in Thüringen. Bei der Bundestagswahl 2005 trat er auf dem dritten Platz der Landesliste und als Direktkandidat der NPD im Wahlkreis 196 (Greiz-Altenburger Land) an und erzielte ein Ergebnis von 4,5 %.
Wohlleben war überregional aufgrund seiner zahlreichen Aktivitäten bekannt, so z. B. war er ein aktiver Unterstützer der Organisation Nationale Jugend Jena, die von der Stadt die Einrichtung eines selbstverwalteten nationalen Jugendzentrums forderte. Wohlleben ließ auf der Homepage des NPD-Kreisverbandes für eine Demonstration der Nationalen Jugend am 12. Januar 2002 werben, bei der er auch als Redner auftrat. Zudem stellte Wohlleben einen Kontakt zum NPD-Verband Greifswald her, woraufhin die Greifswalder rechtsextreme Schülerzeitung Norddeutsches Sprachrohr an Jenaer Schulen verteilt und nach deren Vorbild in Jena eine Schülerzeitung Mitteldeutsches Sprachrohr gegründet wurde, von der mindestens sechs Nummern verbreitet worden sind. Für eine Kundgebung am 1. Juni 2002 übernahm er die Versammlungsleitung, da der ursprüngliche Anmelder Christian K. für ungeeignet erachtet wurde. Er ist Organisator und Veranstalter zahlreicher Kundgebungen und Demonstrationen, darunter zum Beispiel das Fest der Völker in Jena am 11. Juni 2005 mit ca. 500 Teilnehmern und alle bisherigen Thüringentage der nationalen Jugend. Nachdem ein Neonazi, der Propaganda über den  NS-Politiker Rudolf Heß verbreitete, bei seiner Festnahme in Altenburg von einem Polizisten am Arm verletzt worden war, meldete Wohlleben eine Demonstration an, zu der neben Christian Worch mehrere hundert Neonazis kamen.

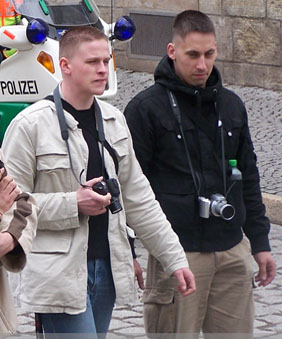
Wohlleben (rechts) auf einer Neonazi-Kundgebung am 1. April 2006 in Arnstadt

Wohlleben beteiligte sich auch am Wartburgkreisboten, einer NPD-Zeitung, die im bürgerlichen Gewand neue Anhänger an die Partei heranführen sollte.
2002 erwarb er zusammen mit dem rechtsextremen Liedermacher Maximilian Lemke und dem THS-Aktivisten André Kapke die ehemalige Gaststätte Zum Löwen in Altlobeda. Das Objekt, das nach dem Vorbild der NSDAP-Parteizentrale in München nun den inoffiziellen Namen Braunes Haus trägt, entwickelte sich rasch zu einem rechtsextremen Wohn- und Schulungsprojekt mit überregionaler Bedeutung, in dem regelmäßig politische Veranstaltungen von NPD, Jungen Nationaldemokraten und der Freien Kameradschaftsszene sowie Konzerte von Rechtsrock-Bands und rechtsextremen Liedermachern wie Michael Müller und Annett Moeck stattfinden. Nach einer Vortragsveranstaltung mit Karl-Heinz Hoffmann im sächsischen Ort Hausdorf im September 2010 kam der Verdacht der Einlagerung von Sprengstoffen im Braunen Haus auf, weshalb die Polizei das Gebäude im September und Oktober des Jahres zweimal durchsuchte. 2012 durchsuchte die Polizei erneut das Grundstück, da sie davon ausging, dass Waffen auf dem Grundstück eingemauert waren.
Wohlleben fungierte 2005 nicht nur als Vorsitzender des Kreisverbands Jena, sondern war auch stellvertretender Vorsitzender des Landesverbands Thüringen. Im Jahr 2008 legte Wohlleben seine Ämter bei der NPD nieder.
Bundesweites Medieninteresse erregte der vom NPD-Kreisverband angebotene Service für Immobilienbesitzer, gegen Spende öffentlichkeitswirksam ein Interesse am Erwerb der Immobilie zu bekunden. Da einige Gemeinden beim Verkauf von Gebäuden ihr Vorkaufsrecht ausüben, um die Entwicklung von rechtsextremen Zentren zu verhindern, hätte sich so ein besserer Verkaufspreis erzielen lassen.
Weiterhin war er Betreiber eines Hostingdienstes für rechtsextreme Angebote unter netzspeicher24, wobei die von ihm betreuten Seiten mehrfach Opfer von Hackerangriffen aus dem linken Spektrum wurden.
Wohlleben wurde vom ehemaligen Mitglied der NPD, Uwe Luthardt, beschuldigt, gesagt zu haben, dass Luthardt aus der Partei „rausgeworfen“ oder „verschwinden“ werde. Die Klage von Wohlleben und dem Kreisverband Jena auf künftige Unterlassung dieser Aussage wurde vom Landgericht Gera im Juli 2013 abgewiesen.

### Verbindungen zur Rechtsrock-Szene
Wohlleben steht im Verdacht, mit Andre Kapke Rechtsrock-Konzerte für den Nationalsozialistischen Untergrund organisiert zu haben. Dabei sollen sie 4000 DM gesammelt haben, damit sich Mitglieder des NSU nach Südafrika absetzen können.
Nach Wohllebens Einlassung im Münchner NSU-Prozess am 16. Dezember 2015 war er Veranstalter und Anmelder des großen Rechtsrock-Festivals Fest der Völker, welches mehrere Jahre lang in Thüringen stattfand und an dem viele Bands teilnahmen, die dem internationalen und in Deutschland verbotenen Neonazi-Musiknetzwerk Blood and Honour zugeordnet werden können.
Im Februar 2009 machte er Werbung für ein Konzert der Hammerskin-Band Frontalkraft aus Cottbus.
Im Jahr 2012 nahm die Thüringer Band Sonderkommando Dirlewanger (SKD), die dem Netzwerk Blood and Honour nahesteht, mit 14 anderen Rechtsrock-Bands eine gemeinsame Solidaritäts-CD für Wohlleben auf. Weitere Bands auf der CD sind Uwocaust & alte Freunde, Blitzkrieg, Blutbanner und TäterVolk. Die CD wird auch in der Schweiz, über ehemalige Mitglieder der Partei National Orientierter Schweizer, vertrieben.
Im März 2012 wurde ein für Wohlleben in Saalfeld geplantes Solidaritätskonzert der Bands Barny (Sachsen), Stan (Brandenburg) und Erik (Bayern) kurzfristig unterbunden. Die Polizei sprach 67 Platzverweise aus.

### B.A.F.-Unterstützung
Der Verfassungsschutz zählte Wohlleben in einem internen Papier zur Braunen Aktionsfront (B.A.F.), die sich als Teil des Nationalen und Sozialen Aktionsbündnisses Mitteldeutschland verstand. Gegen die Mitglieder der Gruppe wurde wegen des Verdachts der Gründung einer bewaffneten Gruppe (§127 StGB) ermittelt. Das Verfahren gegen die Gruppe wurde aber ergebnislos eingestellt.

### NSU-Unterstützung
Am 29. November 2011 ließ die Bundesanwaltschaft Ralf Wohlleben in Zusammenhang mit der Mordserie des Nationalsozialistischen Untergrunds (NSU) in Jena festnehmen. Mitte der neunziger Jahre hatte er gemeinsam mit Uwe Mundlos, Uwe Böhnhardt und Beate Zschäpe die Kameradschaft Jena gegründet und war mit ihnen im Thüringer Heimatschutz aktiv. Mit rund 20 weiteren Neonazis nahm Wohlleben in dieser Zeit auch zusammen mit Zschäpe und Böhnhardt an einem Treffen teil, bei dem in Anlehnung an den amerikanischen Ku-Klux-Klan Kreuze verbrannt wurden.
1998 spielte Wohlleben eine Schlüsselrolle beim Untertauchen des NSU-Trios. Als der „wichtigste Unterstützer“ in der Anfangszeit hielt er demnach mit Böhnhardt, Mundlos und Zschäpe telefonisch Kontakt und unterstützte sie finanziell. Dazu ließ er ihnen Spendengelder aus von ihm und André Kapke organisierten Solidaritätskonzerten zukommen und nahm einen Kredit für sie auf. Dabei stand er mit den sächsischen Unterstützern des Trios in Kontakt. Wohllebens Name tauchte auch auf der Adressliste auf, die bei der Durchsuchung der Jenaer Bombenbaugarage des Trios im Januar 1998 sichergestellt wurde.
Strafrechtlich hat sich Ralf Wohlleben der Beihilfe zu den neun Morden des NSU an Migranten schuldig gemacht, indem er dem Trio im April oder Mai 2000 die Tatwaffe, eine Ceska-Pistole mit Schalldämpfer, besorgte.
Wohlleben war der einzige NSU-Helfer, der während des NSU-Prozesses durchgängig in Untersuchungshaft saß. Die Haftbedingungen von Wohlleben, der im thüringischen Tonna in Untersuchungshaft saß, wurden Anfang September 2012 verschärft. Er soll die Postkontrolle im Gefängnis umgangen und dabei versucht haben, auf Zeugen sowie Mitbeschuldigte einzuwirken sowie einen Fluchtversuch zu unternehmen. Konkret soll Wohlleben Kontakt mit der Neonazi-Szene aufgenommen haben, was teilweise offenbar gelang. Im Oktober 2012 wurde er von Thüringen nach München verlegt. Während Wohllebens Inhaftierung beteiligten sich sowohl das neonazistische Internetportal Altermedia als auch André Kapke und der NPD-Politiker Karsten Höhn an der Kampagne Freiheit für Wolle, wobei es sich bei „Wolle“ um den Spitznamen von Wohlleben handelt. Laut der Thüringer Landtagsabgeordneten Katharina König-Preuss (Die Linke) wurde er während des Prozesses „geradezu zur Ikone der Neonaziszene“.
Die Bundesanwaltschaft erhob am 8. November 2012 Anklage gegen Wohlleben wegen Beihilfe zum Mord in neun Fällen. Die Hauptverhandlung begann am 6. Mai 2013. Wohlleben wurde von der Rechtsanwältin Nicole Schneiders vertreten, die während ihres Studiums in Jena in den Jahren 2000 und 2001 nach eigener Auskunft „kurzzeitig“ Mitglied der NPD war, weil sie der Ansicht gewesen sei, „dass eine wehrhafte Demokratie keine Parteiverbote benötigt“. Während Wohlleben damals Kreisvorsitzender war, bekleidete Schneiders das Amt der stellvertretenden Kreisvorsitzenden und soll dabei auch Kontakte zur rechten Kameradschaftsszene gehabt haben. Zudem war Schneiders bis zu deren Verbot in der Hilfsorganisation für nationale politische Gefangene und deren Angehörige (HNG) tätig. Die Anwaltskanzlei Harsch und Kollegen sprach gegenüber Schneiders im Dezember 2011, aufgrund „des enormen öffentlichen Druckes“, die Kündigung aus. Wohlleben wurde außerdem von dem Cottbuser Rechtsanwalt Olaf Klemke vertreten, einen dritten Pflichtanwalt lehnte das Oberlandesgericht München ab. Später kam der Neonazi Wolfram Nahrath als dritter Verteidiger hinzu.
Nachdem bekannt geworden war, dass sich die Hauptangeklagte Beate Zschäpe im Dezember 2015 zu den Vorwürfen einlassen wollte, kündigten im November 2015 Wohllebens Anwälte an, dass auch dieser aussagen werde. In seiner Aussage bestritt er, an der Beschaffung der Mordwaffe beteiligt gewesen zu sein, und gab an, er bedauere jede Gewalttat. Seine Erklärung schloss er mit den Worten: „Den Angehörigen der Opfer gilt mein Mitgefühl.“
Am 11. Juli 2018 wurde Ralf Wohlleben wegen Beihilfe zum Mord in neun Fällen vom Oberlandesgericht München zu einer Freiheitsstrafe von zehn Jahren verurteilt und am 17. Juli 2018 aus der Untersuchungshaft entlassen. Nachdem das Urteil am 12. August 2021 rechtskräftig geworden war, holte das Oberlandesgericht München gemäß § 454 Abs. 2 StPO ein psychiatrisches Sachverständigengutachten zur Gefährlichkeit des Verurteilten ein. Mit Beschluss vom 1. September 2022 lehnte es seinen Antrag ab, die Vollstreckung des Rests der Freiheitsstrafe zur Bewährung auszusetzen. Die dagegen eingelegte Beschwerde wurde am 2. November 2022 vom Bundesgerichtshof verworfen. Dessen ungeachtet, dass noch elf Tage an der Verbüßung von zwei Dritteln der Strafe fehlten, scheide eine Strafaussetzung ohnehin aus, weil dem Verurteilten derzeit keine günstige Prognose für eine Legalbewährung in Freiheit gestellt und somit unter Berücksichtigung des Sicherheitsinteresses der Allgemeinheit eine „vorzeitige Haftverschonung“  nicht verantwortet werden könne (§ 57 StGB). Wohlleben hat sich am 6. Januar 2023 der Strafvollstreckung gestellt.

### Mutmaßlicher Terror in Südtirol
Am 8. November 2012 erklärte die bayerische Landtagsabgeordnete Susanna Tausendfreund (Bündnis 90/Die Grünen) in der Fernsehsendung quer des Bayerischen Rundfunks, wie deutsche Neonazis nach Erkenntnissen des italienischen Inlandsgeheimdiensts AISI mit Gesinnungsgenossen vor Ort Terrorangriffe auf Migranten in Südtirol vorbereitet hätten. Der Würzburger Neonazi Uwe Meenen sowie die Thüringer NPD-Kader Frank Schwerdt, Patrick Paul und ein weiterer damaliger Neonazi sollen mit Vertretern der Gruppierung Skinheads Tirol – Sektion Meran Anschläge auf Ladengeschäfte wie türkische Imbissstuben erörtert haben. 2009 soll Ralf Wohlleben 20.000 Euro nach Italien gebracht haben. Die Empfänger, Alexander und Patrick Ennemoser, sind Aktivisten des internationalen Neonazi-Terrornetzwerks Blood and Honour – Combat 18. Der italienische Staatsschutz hatte bereits im Jahr 2003 den bundesdeutschen Verfassungsschutz darauf hingewiesen, dass Wohlleben mehrfach an Treffen mit Gruppen wie Skinhead Tirol Sektion Meran und Veneto Fronte Skinheads in Italien teilgenommen und „für die Unterstützung von Kameraden, die sich in Schwierigkeiten befinden“, Geld übergeben habe.

### Weitere Verurteilungen
Am 16. März 2000 wurde in Gera in zweiter Instanz das Urteil gegen Ralf Wohlleben und den mit ihm befreundeten André Kapke wegen einer 1999 gemeinschaftlich begangenen gefährlichen Körperverletzung und Nötigung zweier junger Frauen bestätigt. Im Juni 2007 wurde er wegen gemeinschaftlicher übler Nachrede zusammen mit Gordon Richter (Bundestagswahlkandidat 2005 und 2009 der NPD im Wahlkreis Gera – Jena) gegen einen NPD-Aussteiger in Gera zur Zahlung von 60 Tagessätzen verurteilt.